# Saison 1 de Chesapeake Shores
Chronologie
Saison 2
Cet article présente le guide des épisodes de la série télévisée américaine Chesapeake Shores.

## Distribution

### Acteurs principaux
- Meghan Ory (VF : Hélène Bizot) : Abby O'Brien Winters
- Jesse Metcalfe (VF : Jérémy Prévost) : Trace Riley
- Treat Williams (VF : Patrick Béthune) : Mick O'Brien, père d'Abby
- Diane Ladd (VF : Mireille Delcroix) : Nell O'Brien, grand-mère d'Abby
- Laci J. Mailey (VF : Alexia Papineschi) : Jess O'Brien, sœur d'Abby
- Emilie Ullerup (VF : Marie Giraudon) : Bree O'Brien, sœur d'Abby
- Barbara Niven (VF : Brigitte Virtudes) : Megan O'Brien, mère d'Abby
- Brendan Penny (VF : Mathias Kozlowski) : Kevin O'Brien, frère d'Abby
- Andrew Francis (VF : Pascal Nowak) : Connor O'Brien, frère d'Abby

### Acteurs récurrents
- Abbie Magnuson (VF : Kaycie Chase) : Caitlyn Winters, fille d'Abby
- Kayden Magnuson (VF : Lucille Boudonnat) : Carrie Winters, fille d'Abby
- Michael Karl Richards (VF : Fabien Briche) : Wes Winters, ex-mari d'Abby
- Brittany Willacy (VF : Fily Keita) : Leigh Corley
- Carlo Marks (VF : Fabrice Fara) : David Peck, chef cuisinier à la maison d’hôte de Jess
- Britt Irvin (VF : Claire Baradat) : Danielle Clayman, amie d'école de droit de Connor
- Hunter : Axel, chien de Trace

## Épisodes

### Épisode 1:Pilote
- États-Unis : 14 août 2016 sur Hallmark Channel
- Canada : 25 août 2016 sur W Network
- France : 31 mars 2017 sur Netflix, 12 mai 2019 sur Téva

- Jason Schombing (Jack Martin)
- Courtney Richter (Gabrielle Matthews)
- Carmen Moore (Sally)

### Épisode 2:Retour à la maison (1re partie)
- États-Unis : 21 août 2016 sur Hallmark Channel
- Canada : 1er septembre 2016 sur W Network
- France : 7 avril 2017 sur Netflix, 19 mai 2019 sur Téva

- Jason Schombing (Jack Martin)
- Carmen Moore (Sally)

### Épisode 3:Retour à la maison (2e partie)
- États-Unis : 28 août 2016 sur Hallmark Channel
- Canada : 8 septembre 2016 sur W Network
- France : 14 avril 2017 sur Netflix, 19 mai 2019 sur Téva

- Jason Schombing (Jack Martin)
- Carmen Moore (Sally)

### Épisode 4:Porté disparu
- États-Unis : 4 septembre 2016 sur Hallmark Channel
- Canada : 15 septembre 2016 sur W Network
- France : 21 avril 2017 sur Netflix, 26 mai 2019 sur Téva

### Épisode 5:Abby revient
- États-Unis : 11 septembre 2016 sur Hallmark Channel
- Canada : 22 septembre 2016 sur W Network
- France : 28 avril 2017 sur Netflix, 26 mai 2019 sur Téva

### Épisode 6:Retour en force
- États-Unis : 18 septembre 2016 sur Hallmark Channel
- Canada : 29 septembre 2016 sur W Network
- France : 5 mai 2017 sur Netflix, 2 juin 2019 sur Téva

- Jason Schombing (Jack Martin)
- Britt Irvin (Danielle Clayman)
- Ali Liebert (Georgia Eyles)

### Épisode 7:Secondes chances
- États-Unis : 25 septembre 2016 sur Hallmark Channel
- Canada : 5 octobre 2016 sur W Network
- France : 12 mai 2017 sur Netflix, 2 juin 2019 sur Téva

- Ali Liebert (Georgia Eyles)

### Épisode 8:Le Temps des négociations
- États-Unis : 25 septembre 2016 sur Hallmark Channel
- Canada : 12 octobre 2016 sur W Network
- France : 19 mai 2017 sur Netflix, 9 juin 2019 sur Téva

- Ali Liebert (Georgia Eyles)

### Épisode 9:Les ex marquent des points
- États-Unis : 9 septembre 2016 sur Hallmark Channel
- Canada : 19 octobre 2016 sur W Network
- France : 26 mai 2017 sur Netflix, 9 juin 2019 sur Téva

- Kyle Cassie : Martin Demming, ex-copain de Bree